# غونزالو فافر
غونزالو فافر (بالإسبانية: Gonzalo Favre)‏ هو لاعب كرة قدم أرجنتيني، ولد في 3 يوليو 1978. لعب مع نادي أتليتيكو كولون.